# Izúcar de Matamoros
Izúcar de Matamoros – miasto w Meksyku, w stanie Puebla.